# Anthony Teuma
Anthony Teuma (ur. 11 stycznia 1964 w Xagħra) – maltański duchowny rzymskokatolicki, doktor pedagogiki, biskup diecezjalny Gozo od 2020.

## Życiorys

### Prezbiterat
Święcenia kapłańskie przyjął 25 czerwca 1988 i został inkardynowany do diecezji Gozo. Przez pierwsze dziewięć lat pracował w Rzymie jako m.in. wikariusz parafii św. Ignacego z Antiochii oraz jako ojciec duchowny rzymskiego Papieskiego Seminarium Duchownego. W 1997 wrócił do diecezji i został rektorem seminarium, a w 2007 objął funkcję delegata biskupiego ds. rodzin.

### Episkopat
17 czerwca 2020 roku został mianowany przez papieża Franciszka biskupem diecezji Gozo. Sakry biskupiej udzielił mu 21 sierpnia 2020 roku bp Mario Grech.